# 阿斯塔峰
46°10′37″N 11°36′17″E / 46.17694°N 11.60472°E

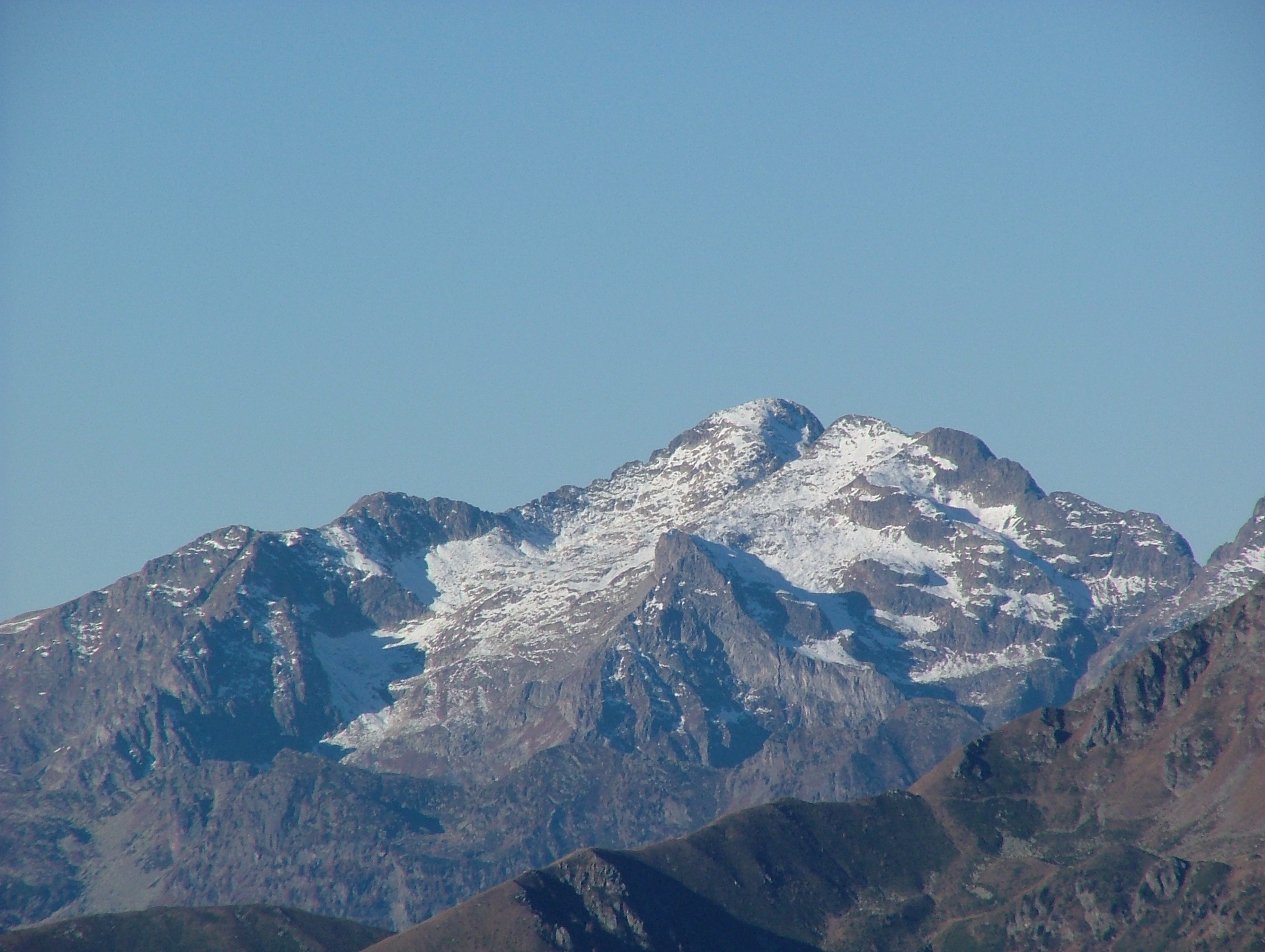

阿斯塔峰（義大利語：Cima d'Asta），是意大利的山峰，位於該國東北部，由特倫托自治省負責管轄，屬於菲耶梅山脈的一部分，海拔高度2,847米，每年平均降雨量1,546毫米，人類在1816年首次登頂。